# Quintodecimo
Quintodècimo è una frazione di Acquasanta Terme, situata lungo la via Salaria. Fino al 1865 era un comune autonomo.

## Storia
In epoca medievale è attestata l'appartenenza al Ducato di Spoleto fino al 1084 e più tardi nella Marca anconitana, provincia dello Stato Ecclesiastico, dove fu sempre comune.
Passato al Regno d'Italia, perse la propria autonomia il 1º gennaio 1866, decorrenza del Regio Decreto del 10 dicembre 1865, confluendo nel territorio di Acquasanta.
Quest'ultima, per sottolineare l'aspetto idroterapico della città noto fin dall'antichità, divenne l'odierna Acquasanta Terme in base al Decreto Presidenziale n. 1114 del 18 ottobre 1957.

## Monumenti

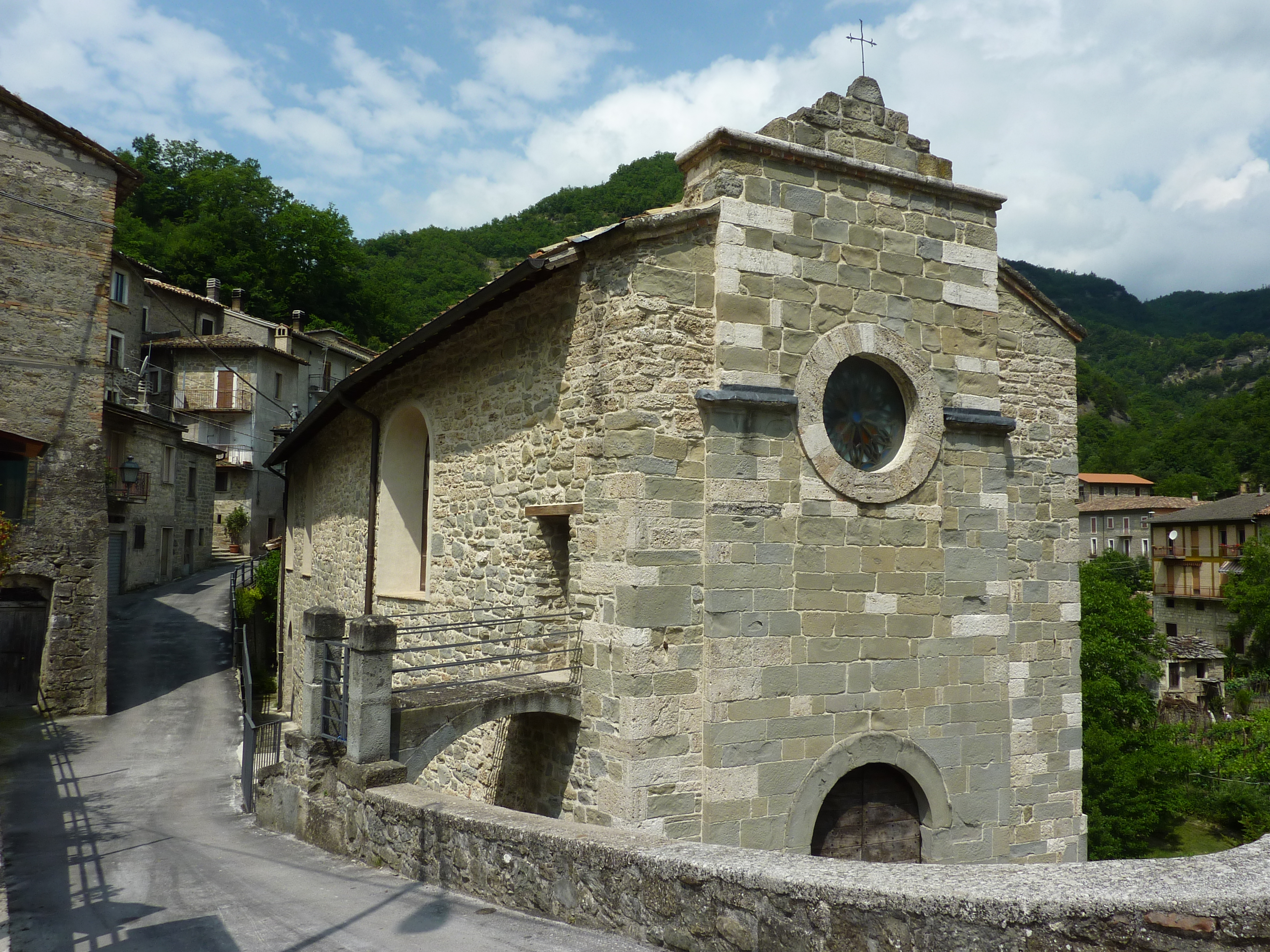
Chiesa di Santa Maria delle Piane

- Chiesa della Beata Vergine delle Piane: stile romanico, con rimaneggiamenti cinquecenteschi e rifacimenti nel Novecento; sulla facciata conserva un rosone ed un portale datato 1439; l'interno possiede dipinti del frate Augusto Mussini; il campanile, infine, è di inizio Novecento.
- Chiesa del SS. Crocifisso: una volta nota come Santa Maria della Forcella, è interamente costruita in pietra; conserva una crocifissione lignea del XV secolo, un ciborio poggiante su colonnine marmoree ed un portale in travertino, datato 1562; invece il campanile è di fine Ottocento.
- Ponte di pietra sul Tronto: progettato nel 1622 dall'architetto ascolano Celso Saccoccia, fu terminato nel 1630.
- Chiesa di San Vincenzo Ferreri, XV secolo.

## Ambiente
Il territorio di Quintodecimo, come il resto del territorio comunale a sud del Tronto, rientra nel Parco Nazionale del Gran Sasso e Monti della Laga.